# Agelasta densemarmorata
Agelasta densemarmorata är en skalbaggsart som beskrevs av Stefan von Breuning 1968. Agelasta densemarmorata ingår i släktet Agelasta och familjen långhorningar.
Artens utbredningsområde är Laos. Inga underarter finns listade i Catalogue of Life.